# Esclanyà
Esclanyà est une entité de population et un écart de la commune de Begur, en Catalogne.
Sa population s'élevait à 980 habitants en 2014.

## Localisation
Situé au sud-ouest du ban communal, le village est presque attenant à la ville voisine de Palafrugell.

## Histoire
À la fin du Moyen-Âge, Esclanyà était une possession des seigneurs de Cruïlles.
Le village est construit autour de l'église Sant Esteve de Esclanyà, dont l'existence est attestée dès 1280. Elle contient des éléments de différentes périodes de l'époque romane et du Xe siècle. Le château, mentionné en 1362 et surnommé la « tour d'Esclanyà », date du XIVe siècle. Tout comme le château de Begur, il appartient à l'époque à la baronnerie de Cruïlles. Seule sa grande tour de forme rectangulaire, d'épooque romane, avec des créneaux sur le côté nord, subsiste encore de nos jours.
Traditionnellement, l'économie du village était basée sur la culture de vignes et d'oliviers. Autrement, la production de carreaux représente la principale activité industrielle à Esclanyà.

## Lieux et monuments

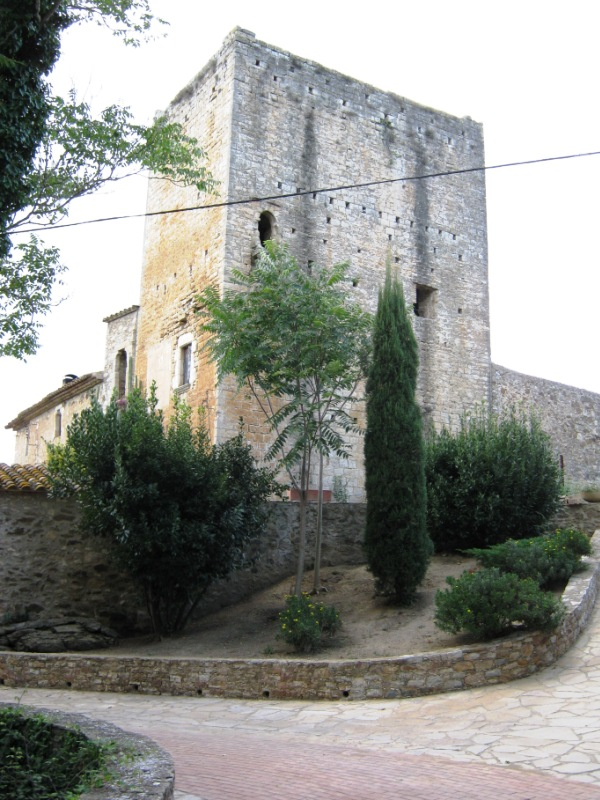
Le château d'Esclanyà.
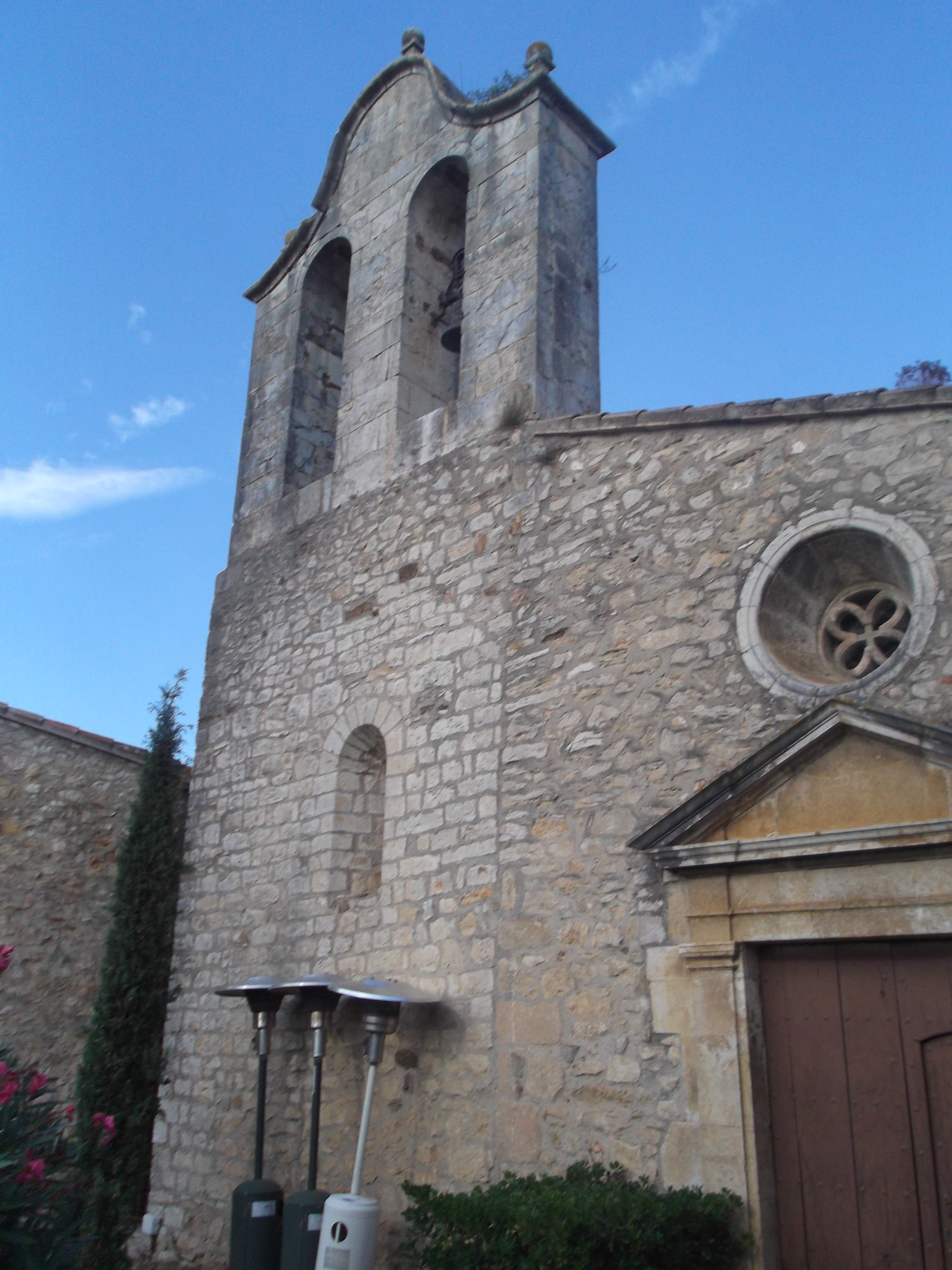
L'église Sant Esteve.
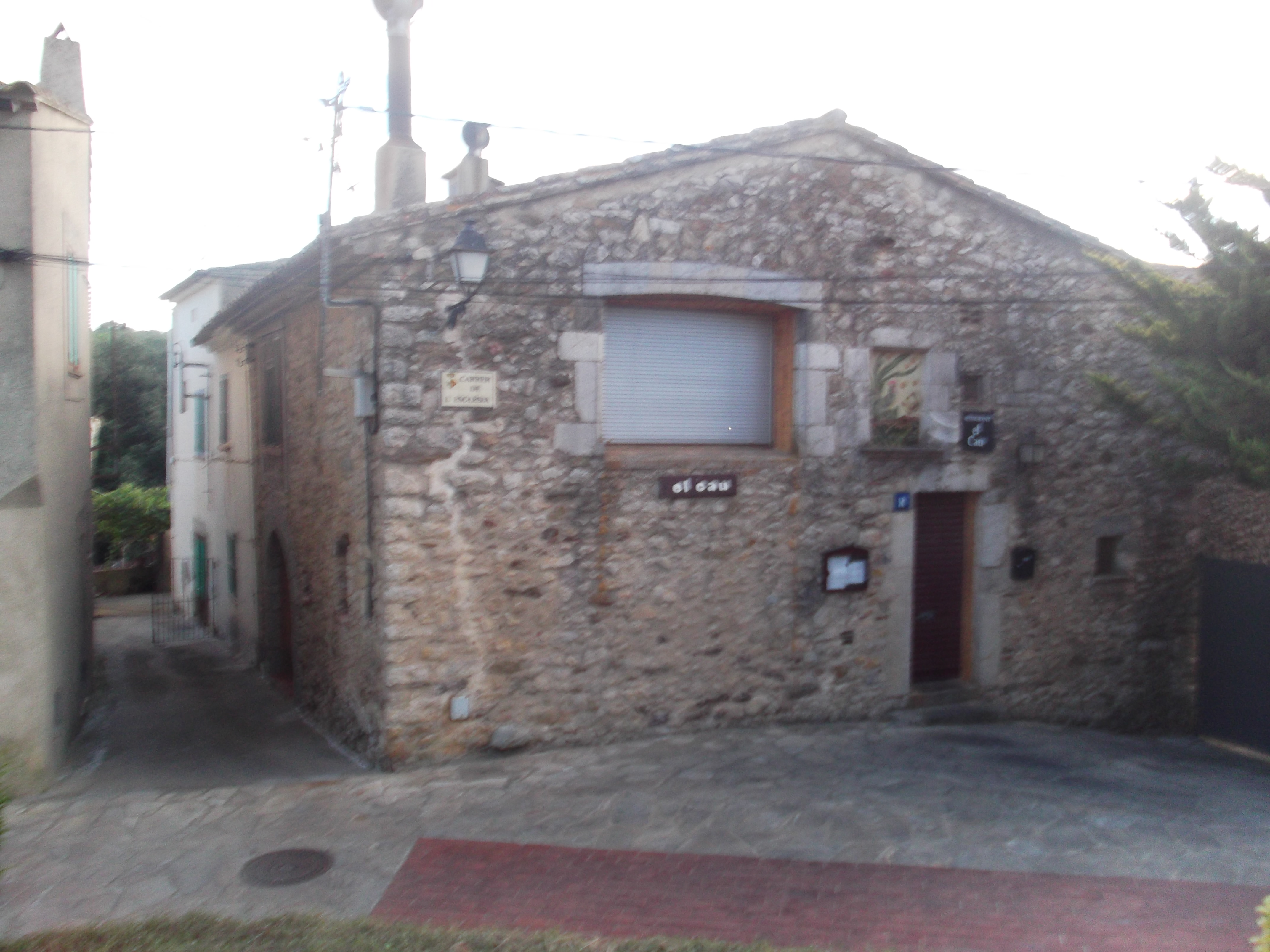
La maison Can Planas.